# Live Wire (песня Mötley Crüe)
Live Wire (с англ. — «Провод под напряжением») — дебютный сингл американской хеви-метал-группы Mötley Crüe, выпущенный 16 августа 1982 года.

## О сингле
Видео демонстрирует сценическое представление группы. Никки Сикс поджигает себя (из-за отсутствия денег на сценическую пиротехнику), а Мик Марс использует краску для того, чтобы истекать кровью.
4 мая 2006 года сингл занял 17-е место в списке VH1 из 40 величайших метал-песен всех времен
Песня также была ремикширована в 1991 году вместе с «Piece of Your Action» для сборника «Decade of Decadence».

## В записи участвовали
- Винс Нил — ведущий вокал
- Мик Марс — гитара, бэк-вокал
- Никки Сикс — бас-гитара
- Томми Ли — ударные

## Чарты
| Чарт (2019)                                  | Высшая позиция |
| -------------------------------------------- | -------------- |
| США (Billboard Hot Rock & Alternative Songs) | 24             |